# Wormaldia balcanica
Wormaldia balcanica là một loài Trichoptera trong họ Philopotamidae. Chúng phân bố ở miền Cổ bắc.